# Horst Marschner
Horst Marschner (* 30. Oktober 1929 in Zuckmantel, Tschechoslowakei; † 21. September 1996 in Stuttgart) war ein deutscher Agrikulturchemiker auf dem Gebiet der Pflanzenernährung.

## Lebensweg
Horst Marschner besuchte von 1949 bis 1951 die Fachschule für Landwirtschaft in Eisenach und studierte anschließend Landwirtschaft an der Universität Jena. 1954 bestand er die Prüfung zum Diplomlandwirt. Nach einem zweisemestrigen Ergänzungsstudium der Chemie in Jena erhielt er eine Anstellung als Assistent am Landwirtschaftlich-Chemischen Institut der Universität Jena. Unter der Ägide des Agrikulturchemikers Gerhard Michael promovierte er 1957 an der Universität Jena mit einer Dissertation über die Frage der Phosphorausscheidung durch die Pflanzenwurzeln. Es folgte eine zweijährige Tätigkeit als Oberassistent bei dem Genetiker Hans Stubbe in der Abteilung Chemie und Physiologie des Instituts für Kulturpflanzenforschung in Gatersleben.
1960 siedelte Marschner in die Bundesrepublik Deutschland über. Er folgte seinem Lehrer Gerhard Michael an die Landwirtschaftliche Hochschule Hohenheim. Hier arbeitete er als Assistent am Institut für Pflanzenernährung und Bodenbiologie. 1961 habilitierte er sich mit einer Arbeit über die Aufnahme von Cäsium und dessen Verteilung in der Pflanze. Ab 1966 wirkte er als Professor für Pflanzenernährung, Pflanzenchemie und Bodenbiologie an der Fakultät für Landbau der Technischen Universität Berlin. Von 1976 bis 1996 lehrte er als ordentlicher Professor für Pflanzenernährung wieder in Hohenheim. Er verstarb im Alter von 66 Jahren an den Folgen einer Malaria, die er sich wahrscheinlich beim Besuch eines landwirtschaftlichen Forschungsprojektes in Westafrika zugezogen hatte.

## Forschung und Lehre
Von Beginn seiner wissenschaftlichen Tätigkeit an stand die Aufnahme von Mineralstoffen durch die Wurzeln, sowie deren Transport und Funktion während des Wachstums der Pflanzen im Mittelpunkt seiner Forschungen. Den Elementen Phosphor, Cäsium, Zink und Eisen galt dabei sein besonderes Interesse. In den siebziger und achtziger Jahren widmete sich Marschner, verstärkt auch den Prozessen in der Rhizosphäre. Von 1978 bis 1988 koordinierte er ein Schwerpunktprogramm der Deutschen Forschungsgemeinschaft zur Nährstoffdynamik im Kontaktraum Pflanze/Boden. Später führte er auch Projekte durch über die Rolle der Mykorrhiza bei der Mineralstoffernährung von Waldbäumen.
Marschner hat immer wieder versucht, Ergebnisse der Grundlagenforschung für die Praxis des Landbaus nutzbar zu machen. Durch zwei längere Studienaufenthalte in Kalifornien und Südaustralien hatte er in den siebziger Jahren vielfältige internationale Kontakte zu Fachkollegen herstellen können. Das verstärkte in ihm die globale Sicht seines Fachgebietes. Er war fest davon überzeugt, durch Agrarforschung die Lebensbedingungen der Menschen zu verbessern. Er beteiligte sich an der Universität Hohenheim an disziplinübergreifenden Landbauprojekten in der Türkei, in Westafrika und in China. Gemeinsam mit zahlreichen Doktoranden untersuchte er vor allem die komplexen Probleme der Anpassung landwirtschaftlicher Kulturpflanzen an nährstoffarme Böden.
Die Ergebnisse seiner experimentellen Forschungen hat Marschner überwiegend in der "Zeitschrift für Pflanzenernährung und Bodenkunde" und in der "Zeitschrift für Pflanzenphysiologie" veröffentlicht, mehrere englischsprachige Beiträge in der international renommierten Zeitschrift "The New Phytologist".
Marschners wissenschaftliches Hauptwerk ist sein Lehr- und Handbuch "Mineral Nutrition of Higher Plants". Die erste Auflage erschien 1986, eine zweite 1995. Das Buch mit fast 900 Druckseiten und zahlreichen Illustrationen gilt als ein Beispiel für die Integration der Fachgebiete Pflanzenernährung, Pflanzenphysiologie und Bodenkunde. Auch heute noch gehört es zu den Standardwerken über den Mineralstoffwechsel der Pflanzen. Nach Marschners Tod sind von der zweiten Auflage mehrere unveränderte Reprint-Ausgaben erschienen, die letzte 2008. Seine Tochter Petra Marschner, brachte gemeinsam mit einem Team von Co-Autoren, die mit Horst Marschner zusammen arbeiteten, im Jahr 2012 eine aktualisierte und überarbeitete dritte Auflage von "Mineral Nutrition of higher plants" heraus.

## Ehrungen und Auszeichnungen
- 1989 Ehrendoktor des Fachbereichs Gartenbau der Universität Hannover
- 1993 Mitglied der Deutschen Akademie der Naturforscher Leopoldina
- 1994 Freundschaftspreis der Volksrepublik China
- 1995 Ehrendoktor der Fakultät Biologie der Universität Utrecht
- 1995 Ehrenprofessur der Chinesischen Agraruniversität Peking

## Wichtige Publikationen
- Experimentelle Studien zur Frage der Phosphorausscheidung durch die Pflanzenwurzeln mit Hilfe von radioaktivem Phosphor. Diss. Landw. Fak. Univ. Jena 1957.
- Die Aufnahme von Cäsium und dessen Verteilung in der Pflanze. Habil.-Schr. Landw. Hochsch. Hohenheim 1961. – Im Buchhandel bei Verlag Eugen Ulmer Stuttgart 1962 = Arbeiten der Landwirtschaftlichen Hochschule Hohenheim Bd. 11.
- Ernährungs- und ertragsphysiologische Aspekte der Pflanzenernährung. In: Angewandte Botanik Bd. 52, 1978, S. 71–87.
- General introduction to the mineral nutrition of plants. In: Encyclopedia of Plant Physiology, New Series. Edited by A. Läuchli and R. L. Bielski. Springer-Verlag Berlin und New York; Bd. 15A, 1983, S. 5–60.
- Bärbel Sommer und Horst Marschner: Pflanzenverfügbarkeit von Schwermetallen; nach langjähriger Düngung mit Klärschlämmen. Verlag Eugen Ulmer Stuttgart 1986 = Agrar- und Umweltforschung in Baden-Württemberg Bd. 13.
- Mineral Nutrition of higher Plants. Academic Press London u. a. 1986, 674 Seiten; 2. Aufl. ebd. 1995, 889 Seiten; von der 2. Auflage bis 2008 mehrere Reprint-Ausgaben.